# Сельскохозяйственный энциклопедический словарь
Сельскохозяйственный энциклопедический словарь — энциклопедический однотомный справочник, в котором собрана информация по различным вопросам, касающимся сельскохозяйственной деятельности, выпущенный в СССР в 1989 году. Издательство — «Советская энциклопедия».
В словаре содержится около четырёх тысяч терминов и понятий, в большинство статей включены иллюстрации и библиография, имеется предметный указатель.
Цифровой материал словаря дан большей частью по состоянию на 1985 год.

## Редакционная коллегия
- В. К. Месяц — главный редактор;
- Н. М. Голышин, В. Г. Гребцова, А. Н. Каштанов, Л. А. Корбут, Л. Н. Кузнецов, Г. Е. Листопад, Е. Н. Мишустин, А. А. Никонов, В. Д. Панников, А. Д. Третьяков, В. С. Шевелуха, Б. Б. Шумаков, Л. К. Эрнст.

## Библиографические данные
- Сельскохозяйственный энциклопедический словарь / Гл. ред. В. К. Месяц. — М. : Советская энциклопедия, 1989. — 656 с. — 100 000 экз.